# Edwardsiella kerguelensis
Edwardsiella kerguelensis is een zeeanemonensoort uit de familie Edwardsiidae.
Edwardsiella kerguelensis is voor het eerst wetenschappelijk beschreven door Studer in 1879.